# Apogonia rudepunctata
Apogonia rudepunctata är en skalbaggsart som beskrevs av Moser 1924. Apogonia rudepunctata ingår i släktet Apogonia och familjen Melolonthidae. Inga underarter finns listade i Catalogue of Life.